# Albert Claude
Albert Claude (24. kolovoza, 1899. – 22. svibnja, 1983.) bio je belgijski biolog koji je 1974.g. dobio Nobelovu nagradu za fiziologiju ili medicinu zajedno s George E. Paladeom i Christian de Duveom. Medicinu je studirao na sveučilištu u Liegeu. 

## Vanjske poveznice
- Nobelova nagrada - životopis(engl.)